# Jagdgeschwader 53
Das Jagdgeschwader 53 war ein Verband der deutschen Luftwaffe im Zweiten Weltkrieg. Es entstand am 1. Mai 1939 durch die Umbenennung des Jagdgeschwaders 133.
Das Standardflugzeug der Einheit war die Bf 109.
Durch einen Vorschlag von Geschwaderkommodore Hans Klein bekam das Geschwader statt vieler einzelner Gruppen- und Staffelabzeichen nur ein Geschwaderabzeichen, das Pik As. Die bekanntesten Angehörigen dieser Einheit waren Werner Mölders und Franz von Werra.

## Geschichte

### Aufstellung
Unter Oberstleutnant Werner Junck (Inspekteur der Jagdflieger) entstand am 1. Mai 1939 der Stab des Jagdgeschwaders 53 (JG 53) in Wiesbaden-Erbenheim durch die Umbenennung des Stabes des Jagdgeschwaders 133. Dieses war am 1. November 1938 aus dem Jagdgeschwader 334 entstanden, dass am 15. März 1937 mit dem Stab und der I. bis III. Gruppe auf dem Fliegerhorst Mannheim-Sandhofen aufgestellt wurde und mit der Arado Ar 68E ausgestattet war. Der Stab des JG 53 war mit der Messerschmitt Bf 109 E-3 ausgerüstet und unterstand der Luftflotte 3 (München) bzw. dem Luftgaukommando XII (Wiesbaden). Am 19. Dezember 1939 wurde der Stab dem JaFü 3 (Jagdfliegerführer 3) unterstellt.
Die I. Gruppe des Jagdgeschwaders 53 entstand am 1. Mai 1939 in Wiesbaden-Erbenheim durch die Umbenennung der I. Gruppe des Jagdgeschwaders 133. Ausgestattet war die Gruppe mit der Messerschmitt Bf 109 E-1 und E-3. Auftrag der Gruppe war die Überwachung der deutsch-französischen Grenze zwischen Trier und Saarbrücken. Noch im September 1939 gab die Gruppe Personal in Stärke einer Staffel für die Aufstellung der III. Gruppe / JG 53 ab, das durch Neuzuweisungen ersetzt wurde. Außerdem wurde die Gruppe nach Kirchberg verlegt. Gegen Jahresende folgte die Verlegung auf den Einsatzhafen II. Ordnung Darmstadt-Griesheim.
Die II. Gruppe des Jagdgeschwaders 53 entstand am 1. Mai 1939 in Mannheim-Sandhofen durch die Umbenennung der II. Gruppe des Jagdgeschwaders 133. Ausgestattet war die Gruppe mit der Messerschmitt Bf 109 E-1 und E-3. Einsatzmäßig wurde der Gruppe die 10. (N) / JG 72 unterstellt. Noch im September 1939 gab die Gruppe Personal in Stärke einer Staffel für die Aufstellung der III. Gruppe / JG 53 ab, das durch Neuzuweisungen ersetzt wurde.
Die III. Gruppe des Jagdgeschwaders 53 wurde durch Befehl vom 8. September 1939 mit sofortiger Wirkung auf dem Fliegerhorst Wiesbaden-Erbenheim aus Abgaben der I. Gruppe und II. Gruppe / JG 53 aufgestellt. Zum 8. September folgte zunächst die Aufstellung der 7. und 8. Staffel, zum 1. November folgte dann die Aufstellung des Gruppenstabes und der 9. Staffel. Ab dem 10. Oktober wurde die Gruppe dann zum Jagdschutz eingesetzt.
Im Oktober 1940 wurde in Fontenet eine Ergänzungsstaffel für das Jagdgeschwader 53 aufgestellt. Aufgabe der Staffel war die Endausbildung der von den Flugzeugführerschulen kommenden Flugschülern unter realistischen Frontbedingungen. Bereits am 20. November 1940 wurde die Staffel zu einer Ergänzungsjagdgruppe mit Gruppenstab und zwei Staffeln erweitert. Dabei wurde die 1. Staffel als Einsatzstaffel neu aufgestellt, während die Ergänzungsstaffel zur 2. Schulstaffel wurde. Nach der Rückverlegung des Geschwaders in die Heimat verlegte die 1. Staffel nach Dieppe, um hier den Jagdschutz der Küste zu übernehmen. Von der Aufstellung im Februar 1943 bis zur Auflösung Ende 1943 war das Geschwader dem Fliegerkorps Tunis unterstellt.
Am 20. Oktober 1944 wurde in Hüfingen mit der Aufstellung der IV. Gruppe des Jagdgeschwaders 53 begonnen. Hierzu wurde die III./JG 76 in IV. Gruppe / JG 53 umbenannt. Die aus vier Staffeln bestehende Gruppe war mit der Messerschmitt Bf 109 G ausgerüstet. Auf Grund der Zusammensetzung aus ehemaligen Zerstörerpiloten und sehr jungem Nachersatz war die Gruppe vorerst nicht einsatzfähig und flog bis Dezember ausschließlich Übungseinsätze. Am 3. Dezember wurde die Gruppe nach Echterdingen bei Stuttgart verlegt, wo sie bis über das Jahresende verblieb. Außerdem wurden ihr hier die ersten Messerschmitt Bf 109 K zugewiesen.

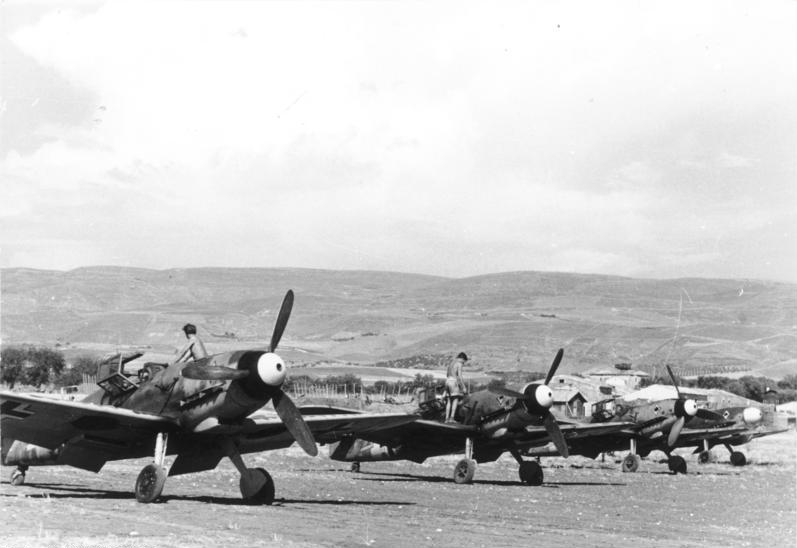
Italien-Süd. Jagdflugzeuge Messerschmitt Bf 109 des Jagdgeschwaders 53 (JG 53) „Pik As“ auf Feldflugplatz

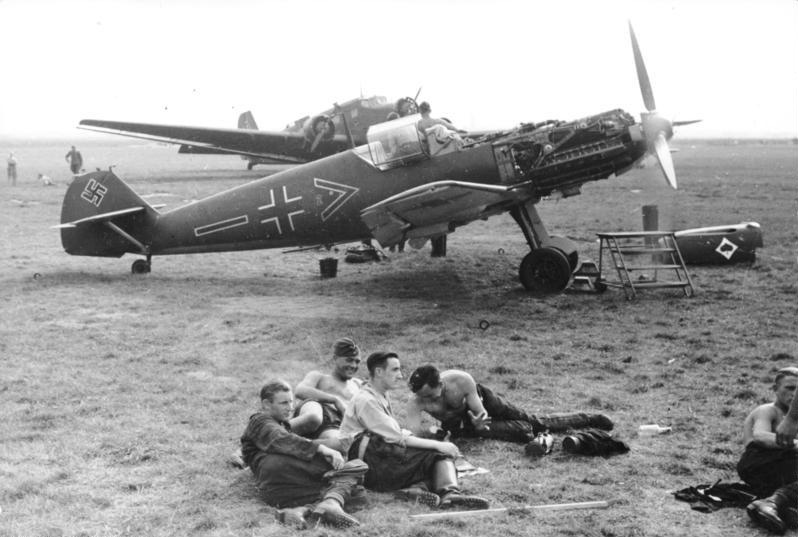
Im Westen. Luftwaffensoldaten auf Feldflugplatz liegend, Flugzeug Messerschmitt Bf 109 des Jagdgeschwaders 53 (JG 53) „Pik As“ mit geöffneter Motorhaube, dahinter Junkers Ju 52

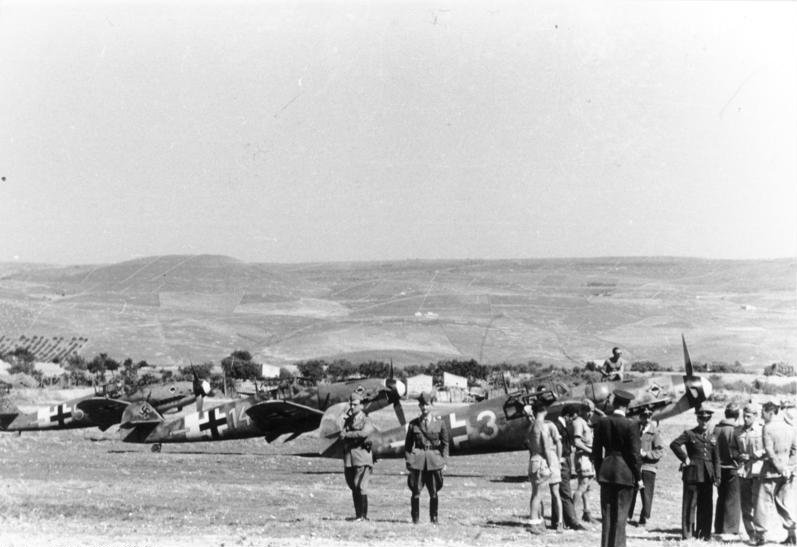
Bundesarchiv Bild 101I-468-1404-26, Italien, Flugzeuge Bf 109 auf Feldflugplatz

### Gliederung
Der Geschwaderstab führte am 10. Januar 1945 die I. bis IV. Gruppe die wiederum in Staffeln unterteilt waren. Die 1. bis 4. Staffel gehörte der I. Gruppe, die 5. bis 8. Staffel der II. Gruppe, die die 9. bis 12. Staffel der III. Gruppe und die 13. bis 16. Staffel der IV. Gruppe an. Jede Staffel, geführt durch einen Staffelkapitän, war in vier Schwärme mit je zwei Rotten zu je zwei Flugzeugen unterteilt. Daraus ergab sich eine Sollstärke der Jagdgruppe von 64 Flugzeugen in den vier Staffeln + 4 Flugzeuge für den Gruppenkommandeur und seinen Stab. Dies ergab bei vier Jagdgruppen eine Sollstärke von 272 Flugzeugen, + 4 Flugzeuge für den Geschwaderkommodore und seinen Stab. Daraus ergab sich eine Sollstärke von 276 Flugzeugen.

#### I./JG 53
- Westfeldzug 1940

Am 22. Juni beendete die Gruppe den Westfeldzug mit ihrer Verlegung nach Rennes. Insgesamt konnte die Gruppe während des Westfeldzuges 60 Luftsiege erringen. Die eigenen Verluste betrugen zwei gefallene, drei in Gefangenschaft geratene und sechs verwundete Flugzeugführer sowie 14 Flugzeuge.
- Ärmelkanal 1940

Während ihres Einsatzes am Kanal konnte die Gruppe 58 Luftsiege erringen. Die eigenen Verluste betrugen elf gefallene, elf in Gefangenschaft geratene Flugzeugführer sowie drei Verwundete und 28 Flugzeuge.
- Ostfeldzug 1941

Während ihres Einsatzes im Osten konnte die Gruppe 135 Luftsiege erringen. Die eigenen Verluste betrugen drei gefallene, einen in Gefangenschaft geratenen Flugzeugführer, sechs Verwundete sowie 13 Flugzeuge.
- Holland 1941

Anfang Dezember 1941 verlegten die Bodenteile nach Sizilien, während die fliegenden Teile am 15. Dezember folgten. Während ihres Einsatzes in Holland konnte die Gruppe zwei Luftsiege erzielen. Die eigenen Verluste betrugen einen Gefallenen (Gruppenkommandeur Hauptmann Franz von Werra) und zwei Verwundete sowie drei Flugzeuge.
- Malta 1941

Am 15. Dezember erreichte die Gruppe Gela auf Sizilien, wo sie dem Stab des Jagdgeschwaders 53 unterstellt wurde. Bis Jahresende konnte die Gruppe über Malta sieben Luftsiege erringen. Die eigenen Verluste betrugen zwei Gefallene und drei Flugzeuge.
- Malta 1942

Während ihres Einsatzes gegen Malta konnte die Gruppe ab Jahresbeginn zwölf Luftsiege erringen. Die eigenen Verluste betrugen zwei gefallene, einen in Gefangenschaft geratenen Flugzeugführer und zwei Verwundete sowie zwölf Flugzeuge.
- Mittelmeerraum 1942

Bis zum Jahresende konnte die Gruppe bei ihrem zweiten Einsatz im Mittelmeerraum 28 Luftsiege erringen. Die eigenen Verluste betrugen sieben Gefallene, zwei Verwundete und 13 Flugzeuge.
- Mittelmeerraum 1943

Während ihres Einsatzes im Mittelmeerraum konnte die Gruppe 127 Luftsiege erringen. Die eigenen Verluste betrugen 48 gefallene, neun in Gefangenschaft geratene Flugzeugführer, 25 Verwundete und 161 Flugzeuge.

#### II./JG 53
- Westfeldzug 1940

Während des Westfeldzuges konnte die Gruppe 19 Luftsiege erringen. Die eigenen Verluste betrugen zwei gefallene und drei verwundete Flugzeugführer. Ein in Gefangenschaft geratener Flugzeugführer kehrte nach Beendigung der Kämpfe zur Gruppe zurück. Außerdem verlor die Gruppe zehn Flugzeuge.
- Ärmelkanal 1940

Während ihres Einsatzes am Kanal, längere Zeit von Berck-sur-Mer, konnte die Gruppe 76 Luftsiege erringen. Die eigenen Verluste betrugen 14 gefallene, neun in Gefangenschaft geratene Flugzeugführer sowie sechs Verwundete. Außerdem verlor die Gruppe 37 Flugzeuge.
- Ostfeldzug 1941

Die Gruppe konnte ab dem 22. Juni im Osten 184 Luftsiege erringen. Die eigenen Verluste betrugen sechs Gefallene und sechs Verwundete sowie 16 Flugzeuge.
- Malta 1941

Am 15. Dezember traf die Gruppe in Comiso auf Sizilien ein. Noch im Dezember begann die Gruppe mit ihren Einsätzen gegen Malta. Bis Jahresende konnte die Gruppe noch acht Luftsiege erringen. Die eigenen Verluste betrugen zwei Gefallene, ein Verwundeter und zwei Flugzeuge.
- Mittelmeerraum 1941

Am 11. Dezember endete dann dieser Einsatzabschnitt der Gruppe mit der Verlegung ans Mittelmeer. Während ihres Einsatzes im Westen konnte die Gruppe insgesamt neun Luftsiege erringen. Die eigenen Verluste betrugen zwei Gefallene und ein Verwundeter sowie drei Flugzeuge.
- Mittelmeerraum 1942

Während des Jahres 1942 konnte die Gruppe im Mittelmeerraum 150 Luftsiege erringen. Die eigenen Verluste betrugen 20 gefallene, sieben in Gefangenschaft geratene Flugzeugführer und zehn Verwundete sowie 59 Flugzeuge.
- Mittelmeerraum 1943

Während des Jahres 1943 konnte die Gruppe im Mittelmeerraum 148 Luftsiege erringen. Die eigenen Verluste betrugen 34 Gefallene, 32 Verwundete sowie 111 Flugzeuge.
- Wien-Seyring 1943

Bis zum Jahresende konnte die Gruppe von Wien-Seyring aus zwei Luftsiege erringen. Die eigenen Verluste betrugen zwei Gefallene sowie zwei Verwundete und fünf Flugzeuge.

#### III./JG 53
- Westfeldzug 1940

Während des Westfeldzuges konnte die Gruppe 99 Abschüsse erzielen. Die eigenen Verluste betrugen drei gefallene sowie drei in Gefangenschaft geratene Flugzeugführer, darunter auch der Gruppenkommandeur, Hauptmann Werner Mölders. Alle drei kehrten nach Beendigung der Kämpfe zur Gruppe zurück. Außerdem verlor die Gruppe acht Flugzeuge.
- Ärmelkanal 1940

Während des Einsatzes am Kanal konnte die Gruppe 86 Luftsiege erringen. Die eigenen Verluste betrugen 13 gefallene, acht in Gefangenschaft geratene sowie ein verwundeter Flugzeugführer und 34 Flugzeuge. Sie lag unter anderem in Le Touquet.
- Ostfeldzug 1941

Ab dem 22. Juni hatte die Gruppe im Osten 373 Luftsiege errungen. Die eigenen Verluste betrugen vier gefallene, einen in Gefangenschaft geratenen Flugzeugführer sowie zwölf Verwundete. Außerdem verlor die Gruppe 27 Flugzeuge.
- Nordafrika 1941

Während ihres kurzen Einsatzes in Nordafrika konnte die Gruppe 16 Luftsiege erringen. Die eigenen Verluste betrugen zwei gefallene, einen in Gefangenschaft geratenen Flugzeugführer, zwei Verwundete und acht Flugzeuge sowie alles Material, was nach Afrika überführt worden war.
- Mittelmeerraum 1943

Während des Jahres 1943 konnte die Gruppe im Mittelmeerraum 221 Luftsiege erringen. Die eigenen Verluste betrugen 33 gefallene, zwei in Gefangenschaft geratene Flugzeugführer, 46 Verwundete und 110 Flugzeuge.

#### 10.(Jabo)/JG 53
- Nordafrika 1942

Am 1. September schied die Staffel aus dem Verband des Jagdgeschwaders 53 aus und wurde in die Jagdgruppe Afrika überführt. Bis zu diesem Zeitpunkt hatte die Staffel vier gefallene, zwei in Gefangenschaft geratene Flugzeugführer sowie zwei Verwundete und 15 Flugzeuge zu beklagen.

### Auflösung 1945
Die I. Gruppe des Jagdgeschwaders 53 lag zu Beginn des Jahres 1945 in Veszprém im Westen Ungarns in der Nähe des Plattensees. Das Einsatzgebiet der Gruppe lag zu diesem Zeitpunkt über dem Raum Budapest und Stuhlweißenburg, ab Mitte des Monats nordöstlich des Balaton und am Gran. Am 2. April wurde die Gruppe nach Deutsch-Wagram, am 4. April nach Brünn und am 17. April nach Hörsching verlegt, wo sie sich am gleichen Tag auflöste. Dabei gab die Gruppe die ihr noch verbliebenen Maschinen an die II. Gruppe / JG 52 ab. Das Personal kam zum Bodeneinsatz, ebenfalls wurden Teile von der II. Gruppe / JG 52 übernommen.
Die II. Gruppe des Jagdgeschwaders 53 lag zu Beginn des Jahres 1945 in Malmsheim, die 6. Staffel in Huchenfeld. Im Rahmen der Reichsluftverteidigung war die Gruppe mit der Messerschmitt Bf 109 G und der Messerschmitt Bf 109 K ausgerüstet. Im Rahmen des Unternehmens Bodenplatte, der deutschen Luftoffensive gegen alliierte Flugplätze in Belgien und Nordfrankreich griff die Gruppe am 1. Januar 1945 den alliierten Flugplatz Metz-Frescaty an. Bei diesem Einsatz hatte die Gruppe zwei Gefallene, zwei Vermisste, einen Verwundeten und drei in Gefangenschaft geratene Flugzeugführer zu beklagen, außerdem verlor die Gruppe neun Flugzeuge. Am 28. März kehrte die 6. Staffel nach Malmsheim zurück. Am 1. April musste die Gruppe vor der herannahenden Front nach Ulm/Rißtissen und am 21. April nach Schongau ausweichen, wo sie am 30. April aufgelöst wurde.
Die III. Gruppe des Jagdgeschwaders 53 lag zu Beginn des Jahres 1945 in Kirrlach. Ausgerüstet war die Gruppe mit der Messerschmitt Bf 109 G und der Messerschmitt Bf 109 K. Im Rahmen des Unternehmens Bodenplatte griff die Gruppe am 1. Januar 1945 den alliierten Flugplatz Étain, etwa 45 km nordwestlich von Metz an. Bei diesem Einsatz hatte die Gruppe zwei Verwundete zu beklagen, außerdem verlor die Gruppe zehn Flugzeuge. Am 23. März wurde sie nach Nellingen auf den Fildern und am 26. März nach Neuhausen ob Eck verlegt. Um der näher rückenden Front weiter auszuweichen, wurde die Gruppe am 7. April nach Fürstenfeldbruck, am 13. April in den Raum Klein-Karolinenfeld und am 1. Mai nach Prien am Chiemsee verlegt, wo sie bis Kriegsende verblieb.
Die IV. Gruppe des Jagdgeschwaders 53 lag zu Beginn des Jahres 1945 in Echterdingen bei Stuttgart. Im Rahmen des Unternehmens Bodenplatte griff die Gruppe am 1. Januar 1945 den alliierten Flugplatz Metz-Frescaty an. Bei diesem Einsatz hatte die Gruppe einen Verwundeten und zwei in Gefangenschaft geratene Flugzeugführer zu beklagen, außerdem verlor die Gruppe neun Flugzeuge. Am 1. März 1945 wurde die 16. Staffel wieder aufgelöst. Im Zuge der sich nähernden Frontlinie musste die Gruppe am 2. April nach Reichenbach und am 22. April nach Ketterschwang ausweichen. Am 27. April wurde die Gruppe schließlich nach Holzkirchen verlegt, wo sie am 30. April aufgelöst wurde.
Der Stab des Jagdgeschwaders 53 lag zu Beginn des Jahres 1945 in Echterdingen bei Stuttgart. Ausgerüstet mit der Messerschmitt Bf 109 G und der Messerschmitt Bf 109 K wurde er im Rahmen der Reichsluftverteidigung eingesetzt. Am 2. April 1945 musste er vor der herannahenden Front nach Erbenschwang ausweichen, wo er sich Ende April auflöste.

## Kommandeure

### Geschwaderkommodore
| Nr. | Name                                           | Beginn der Berufung | Ende der Berufung  |
| --- | ---------------------------------------------- | ------------------- | ------------------ |
| 1   | Oberstleutnant Werner Junck                    | 1. Mai 1939         | 30. September 1939 |
| 2   | Oberst Hans Klein                              | 1. Oktober 1939     | 31. Dezember 1939  |
| 3   | Oberstleutnant Hans-Jürgen von Cramon-Taubadel | 1. Januar 1940      | 30. September 1940 |
| 4   | Oberstleutnant Günther Freiherr von Maltzahn   | 9. Oktober 1940     | 4. Oktober 1943    |
| 5   | Major Gerhard Michalski i. V.                  | Juni 1943           |                    |
| 6   | Major Gerhard Michalski i. V.                  | August 1943         | September 1943     |
| 7   | Major Friedrich-Karl Müller i. V.              | Oktober 1943        | Oktober 1943       |
| 8   | Major Kurt Ubben i. V.                         | Oktober 1943        | 9. November 1943   |
| 9   | Oberstleutnant Helmut Bennemann                | 9. November 1943    | 27. April 1945     |

### Gruppenkommandeure
I. Gruppe
- Hauptmann Lothar von Janson, 1. Mai 1939
- Hauptmann Albert Blumensaat, 1. Juli 1940
- Hauptmann Hans-Karl Mayer, 1. September 1940
- Hauptmann Hans-Heinrich Brustellin, Oktober 1940
- Oberleutnant Dr. Winfried Balfanz, 1. Juni 1941
- Hauptmann Franz von Werra, Juli 1941
- Hauptmann Ignaz Prestele (in Vertretung), August 1941
- Major Herbert Kaminski, 1. November 1941
- Hauptmann Walter Spies, August 1942
- Hauptmann Friedrich-Karl Müller, November 1942
- Major Jürgen Harder, 15. Februar 1944
- Hauptmann Wolfgang Ernst (in Vertretung), Januar 1945
- Hauptmann Erich Hartmann (in Vertretung), Februar 1945
- Hauptmann Helmut Lipfert, 15. Februar 1945 – 17. April 1945

II. Gruppe
- Major Hubert Merhart von Bernegg, 1. Mai 1939
- Major Freiherr von Maltzahn, 19. August 1939
- Hauptmann Heinz Bretnütz, 9. Oktober 1940
- Hauptmann Walter Spies, Juni 1941
- Hauptmann Gerhard Michalski, Juli 1942
- Hauptmann Hans-Jürgen Westphal (in Vertretung), 19. Juni 1943 –
- Major Karl-Heinz Schnell (in Vertretung), Juli 1943
- Major Julius Meimberg, 24. April 1944

III. Gruppe
- Hauptmann Werner Mölders, 1. November 1939
- Hauptmann Rolf Pingel (in Vertretung), 5. Juni 1940
- Hauptmann Harro Harder, Juli 1940
- Hauptmann Wolf-Dietrich Wilcke, 13. August 1940
- Major Erich Gerlitz, Mai 1942
- Hauptmann Franz Götz, Oktober 1942
- Hauptmann Siegfried Luckenbach, 18. Januar 1945
- Hauptmann Wolfgang Ernst (in Vertretung), April 1945

IV. Gruppe
- Hauptmann Hans Morr, 25. Oktober 1944
- Hauptmann Friedrich Müer, Oktober 1944
- Hauptmann Alfred Hammer, 9. Januar 1945

Ergänzungsgruppe
- Hauptmann Hubert Kroeck, November 1940

## Bekannte Geschwaderangehörige
- Ernst-Dieter Bernhard (1924–2017), war von 1976 an, stellvertretender Befehlshabers der Alliierten Luftstreitkräfte Europa-Mitte und von 1980 bis 1984 Deutscher Militärischer Vertreter im NATO-Militärausschuss
- Christoph von Hessen (1901–1943), war Leiter des sogenannten Forschungsamtes des Reichsluftfahrtministeriums
- Julius Meimberg (1917–2012), war ein Erfinder im Bereich der Textilindustrie
- Erich Mix (1898–1971), war von 1954 bis 1960 Oberbürgermeister von Wiesbaden